# Choi choi vàng
Choi choi vàng (danh pháp khoa học: Pluvialis fulva) là một loài chim trong họ Charadriidae.
Chim trưởng thành dài 23–26 cm có chóp đầu đốm vàng kim và đen, màu đen ở cánh. Khuôn mặt và cổ có màu đen với một đường viền màu trắng, và nó có một ức màu đen và đít sẫm màu. Chân màu đen. Vào mùa đông, màu đen bị mất và chúng có mặt và ức màu hơi vàng, và phần dưới màu trắng.
Loài này tương tự như hai loài chim choi choi vàng khác: chim choi choi Á-Âu và chim choi choi vàng Mỹ. Choi choi vàng nhỏ hơn, mảnh dẻ hơn và chân tương đối dài hơn con choi choi vàng châu Âu, pluvialis apricaria.
Môi môi trường sống sinh sản của choi choi vàng là vùng lãnh nguyên Bắc cực từ bắc Á sang tây Alaska. Chúng làm tổ trên mặt đất ở một khu vực mở khô.
Loài chim này di cư và mùa đông ở phía nam châu Á và châu Úc. Một vài cá thể trú đông ở California và Hawaii, Mỹ. Ở Hawaii, loài chim được gọi là kolea. Chúng là một loài lang thang rất hiếm khi Tây Âu.
Chúng kiếm thức ăn trên lãnh nguyên, các cánh đồng, các bãi biển và bãi triều, thường bởi mắt thấy. Chúng ăn côn trùng và động vật giáp xác và một số loại quả mọng.

## Hình ảnh

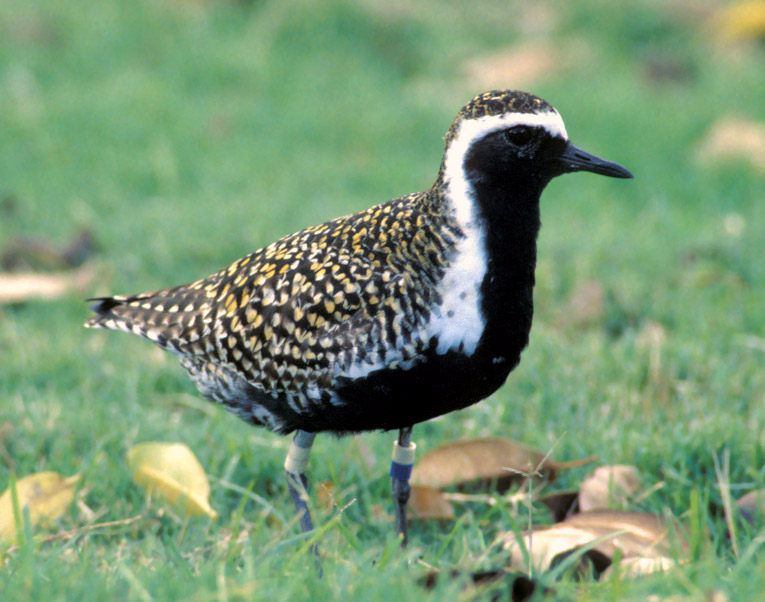
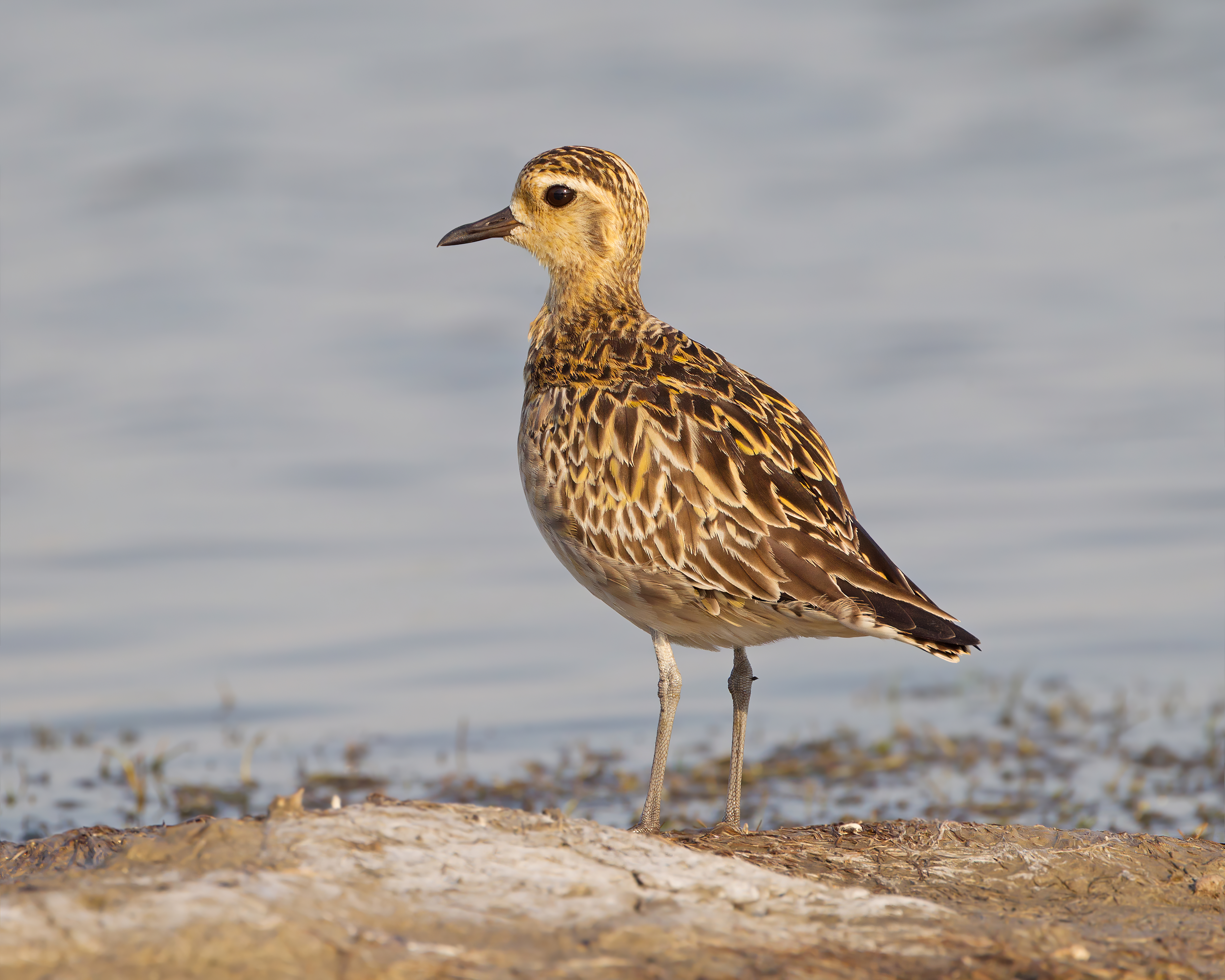
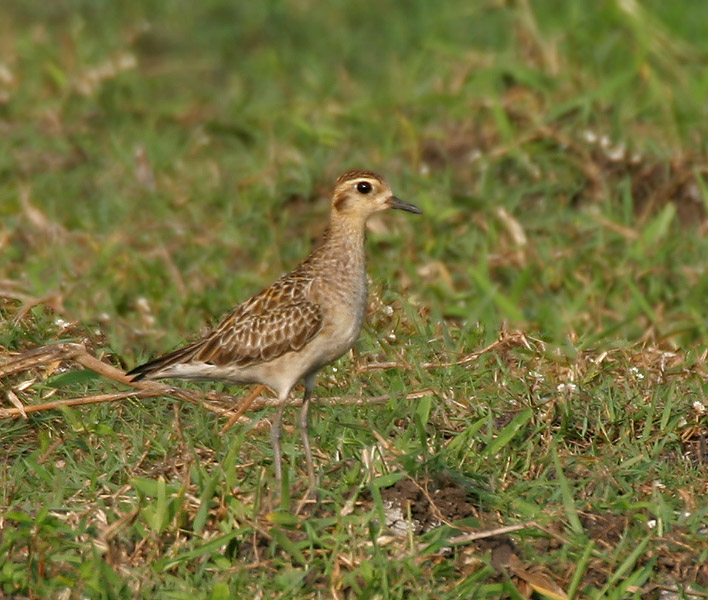
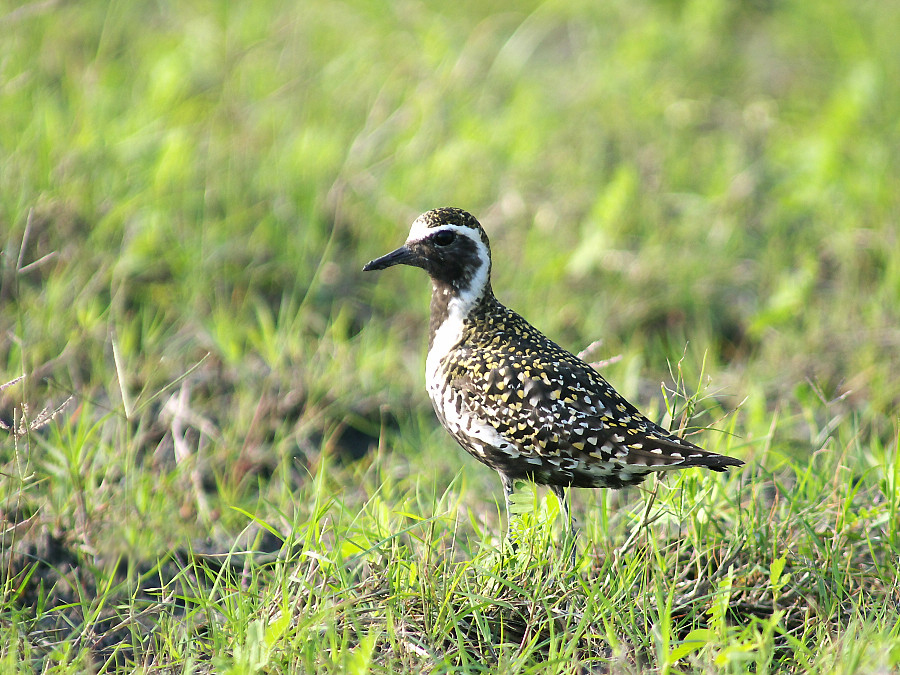
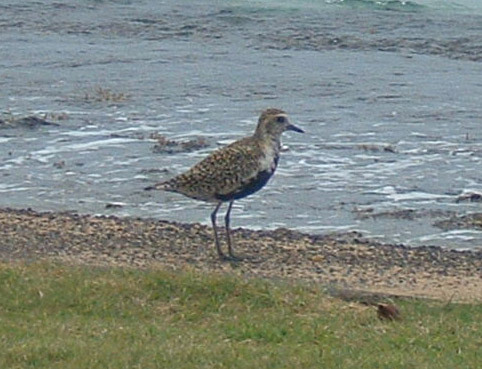
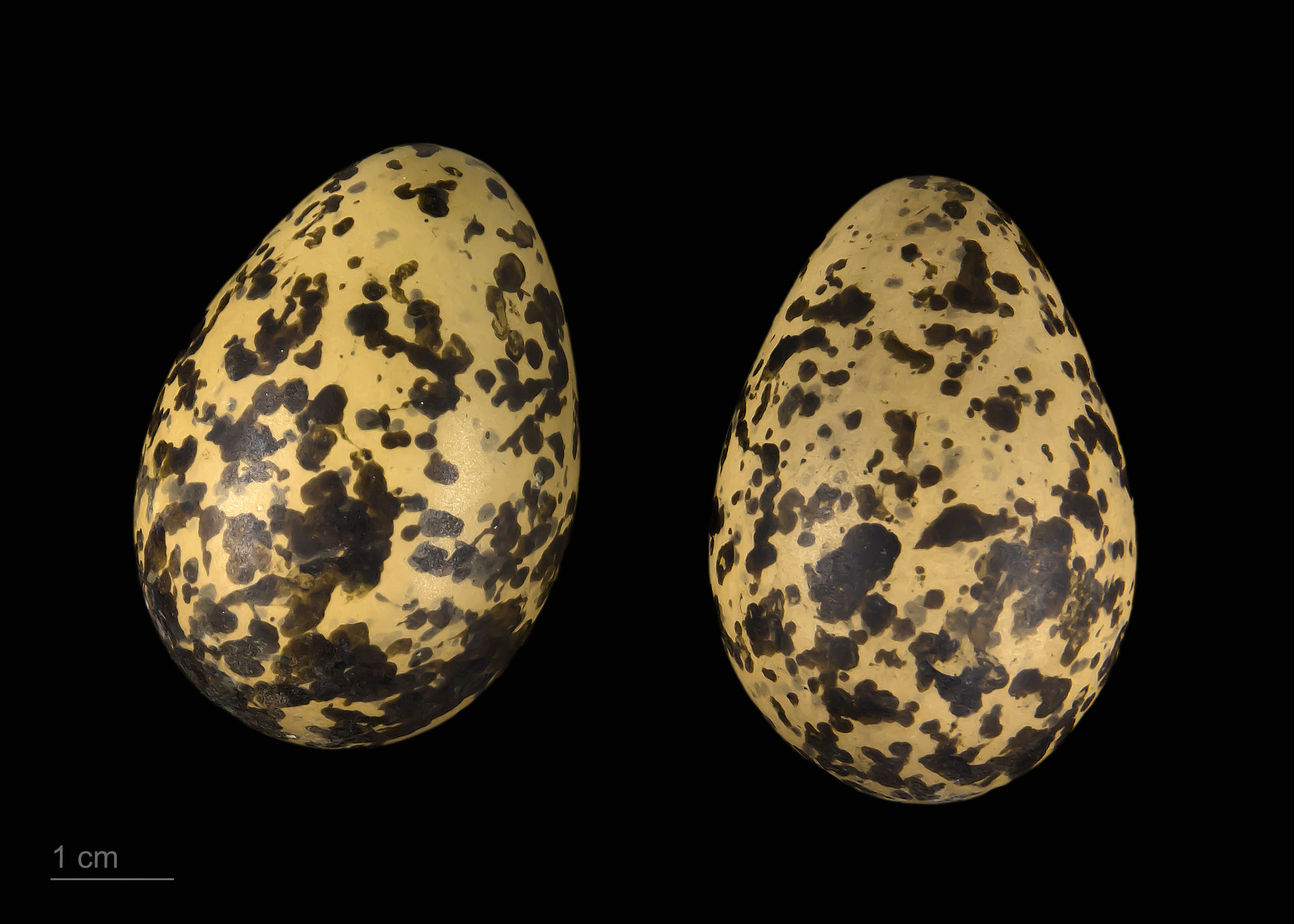
Museum specimen